# 山口県立徳山高等学校鹿野分校
山口県立徳山高等学校鹿野分校（やまぐちけんりつ とくやまこうとうがっこう かのぶんこう）は、山口県周南市鹿野下木引原にあった公立高等学校。

## 設置学科
全日制課程
- 普通科

## 沿革
- 1948年4月 - 山口県立都濃高等学校（現徳山高等学校徳山北分校）鹿野校舎として開校、定時制普通科を設置
- 1949年4月 - 全日制普通科を設置
- 1953年3月 - 定時制普通科を廃止
- 1976年4月 - 山口県立鹿野高等学校として独立
- 2008年4月 - 敷地内に山口県立徳山高等学校鹿野分校を設置、鹿野高等学校は新規生徒募集を停止
- 2010年3月 - 鹿野高等学校を廃止
- 2020年7月 - 山口県教育委員会が鹿野分校の次年度からの新規生徒募集停止を決定[1]
- 2023年
  - 3月1日 - 閉校式を行う[2]
  - 3月31日 - 閉校[3]

## 周辺
- 周南市鹿野総合支所（旧鹿野町役場）
- 山口県農業協同組合鹿野支所
- 周南市立鹿野中学校
- 周南市立鹿野小学校
- 鹿野郵便局
- 周南警察署鹿野交番
- 中国自動車道（鹿野IC - 鹿野SA）

## 著名な卒業生
- 大谷泰彦（タレント）
- 4代目港家小柳丸（浪曲師）